# FM Logistic
FM Logistic – założona we Francji w 1967 r. rodzinna firma logistyczna, nienotowana na giełdzie. Przedsiębiorstwo działa w 14 krajach w Europie, Azji i Ameryce Łacińskiej (Brazylia) i zatrudnia ponad 27 000 osób. Firma jest jednym z pionierów „poolingu”, metody wykorzystania zasobów logistycznych (magazynów, pojazdów transportowych) jednocześnie na rzecz kilku firm-klientów. FM Logistic obsługuje portfolio klientów międzynarodowych lub krajowych z sektorów FMCG, retail, farmacja, ochrona zdrowia i kosmetyki, przemysł oraz automotive.
W Europie Centralnej, firma FM Logistic działająca jako FM Logistic Central Europe, jest obecna w 4 krajach: Polsce (od 1995), Czechach (od 1996), na Słowacji (od 1999) oraz na Węgrzech (od 2005). FM Logistic CE zatrudnia ponad 5 500 pracowników, posiada 17 platform logistycznych, 30 magazynów przeładunkowych dysponując powierzchnią 750 000 m², i oferując ponad 1 milion miejsc paletowych, a także zarządzając flotą ponad 2 500 pojazdów. Firma świadczy usługi w zakresie magazynowania (46%), transportu towarów (41%) oraz co-packingu i co-manufacturingu (13%). Kluczowe sektory w regionie obsługiwane przez operatora to FMCG (41%), retail (28%), przemysł (24%), sektor ochrony zdrowia (5%) i kosmetyki (2%).

## Historia
FM Logistic powstało z połączenia dwóch rodzinnych firm transportowych w latach 60. XX wieku. W 1962 r. Dwóch braci pochodzących regionu Ardèche, Edmond i Claude Faure założyło firmę zajmującą się pozyskiwaniem i transportem drewna. W rezultacie związku małżeńskiego, rodzina Faure związała się z rodziną Machet, posiadająca firmę transportową w Wogezach. W 1967 roku Claude Faure, Edmond Faure i Jean-Marie Machet skonsolidowali i przenieśli działalność transportową do Saint-Quirin w departamencie Moselle (Mozela). To narodziny firmy Faure & Machet, która liczyła wtedy 12 osób i posiadała 7 pojazdów.

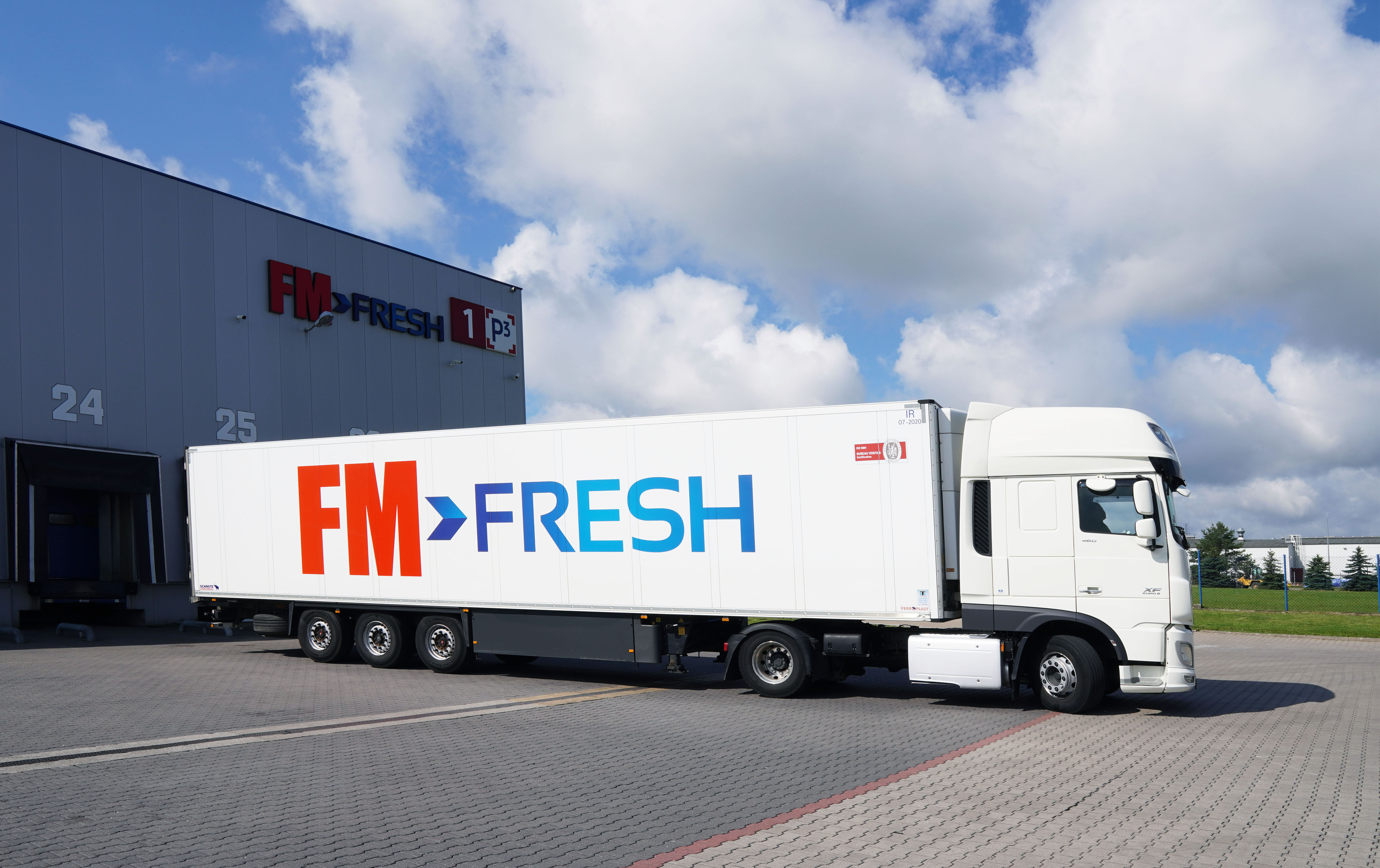
Ciężarówka z logotypem FM Logistic

### Lata osiemdziesiąte: rozpoczęcie działalności magazynowania
Dziesięć lat później Faure & Machet zatrudnia już 90 pracowników i posiada 75 pojazdów. W 1982 r. dokonuje się decydujący zwrot, firma wygrywa przetarg na obsługę grupy MARS (producenta art. spożywczych). Faure & Machet rozpoczyna wówczas działalność magazynowania. W 1987 r. przedsiębiorstwo zatrudnia 300 osób i dysponuje 38 000 m² powierzchni magazynowej we Francji.

### Lata dziewięćdziesiąte: międzynarodowa ekspansja
W latach 90. Faure & Machet wykorzystało możliwości, jakie dało otwarcie rynków w Europie Środkowej i Wschodniej. Firma rozpoczyna działalność w Rosji, Polsce i na Ukrainie. Aby ułatwić międzynarodowy rozwój, w 1998 r. firma przyjmuje nazwę „FM Logistic”.

### XXI w.: przekazanie steru przedsiębiorstwa kolejnemu pokoleniu

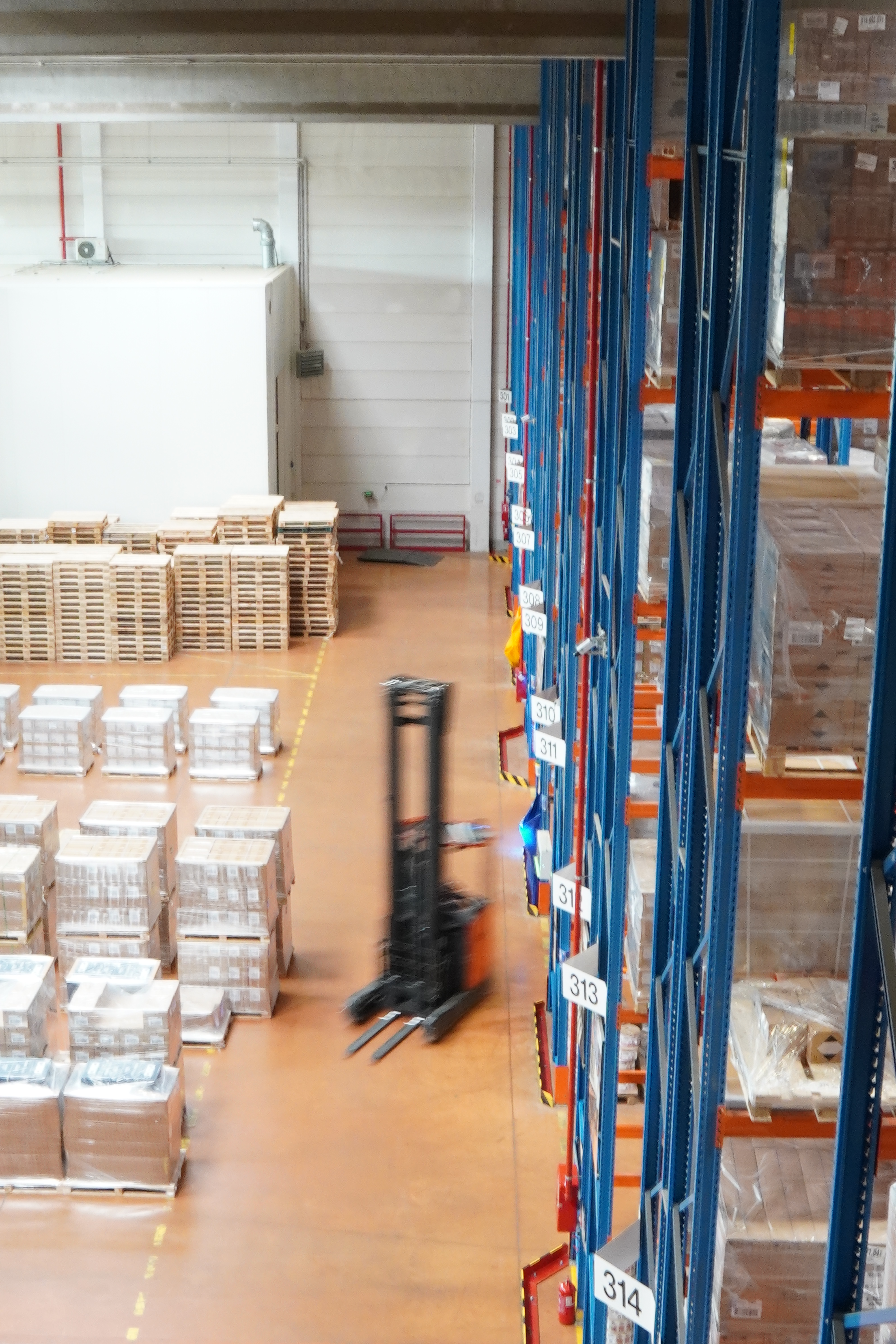
Wnętrze platformy logistycznej FM Logistic

W 2002 r. trzej założyciele przekazują ster firmy kolejnemu pokoleniu liderów, wśród nich jest Jean-Christophe Machet, obecny prezes. W 2004 r. FM Logistic rozpoczyna działalność  w Chinach. W 2013 roku, w wyniku akwizycji innego podmiotu, grupa pojawia się w Brazylii.
W tym samym czasie, przejmuje znaczącego gracza w logistyce świeżych produktów w Rosji. W 2016 r. FM Logistic umocniło swoją obecność w Azji dzięki przejęciu w Indiach firmy Spear Logistics. W tym okresie grupa kontynuuje międzynarodowy rozwój, o czym świadczy uruchomienie i rozwój kilku platform logistycznych w Rosji, Polsce, Czechach, Rumunii, Hiszpanii i we Włoszech. FM Logistic planuje otworzyć w 2020 r. kilka magazynów w Indiach oraz centrum magazynowe i dystrybucyjne w Wietnamie. We Francji FM Logistic rozwija się w tempie około dwóch nowych platform logistycznych rocznie - przykładem może być platforma Escrennes, zainaugurowana w 2018 roku.
FM Logistic realizuje także strategię cyfrowej transformacji i innowacji, aby zaoferować rozwiązania w zakresie łańcucha dostaw, która jest odpowiedzią na wzrost handlu internetowego, dystrybucji wielokanałowej i oczekiwania tak zwanej zrównoważonej konsumpcji.

## Kluczowe dane Grupy FM Logistic w 2019/2020 roku
- 1,43 mld € (na koniec roku obrotowego: 31 marca 2020 r.)[6]
- 62% obrotu generowane jest poza Francją
- Podział obrotów według sektorów klientów w 2018/19: FMCG (31%), retail (28%), przemysł (20%), kosmetyki (18%), sektor ochrona zdrowia (3%)
- Zatrudnienie: 27 500 (średnie zatrudnienie w przeliczeniu na pełne etaty w roku obrotowym 2019/20)[7]

## Globalne kierownictwo FM Logistic

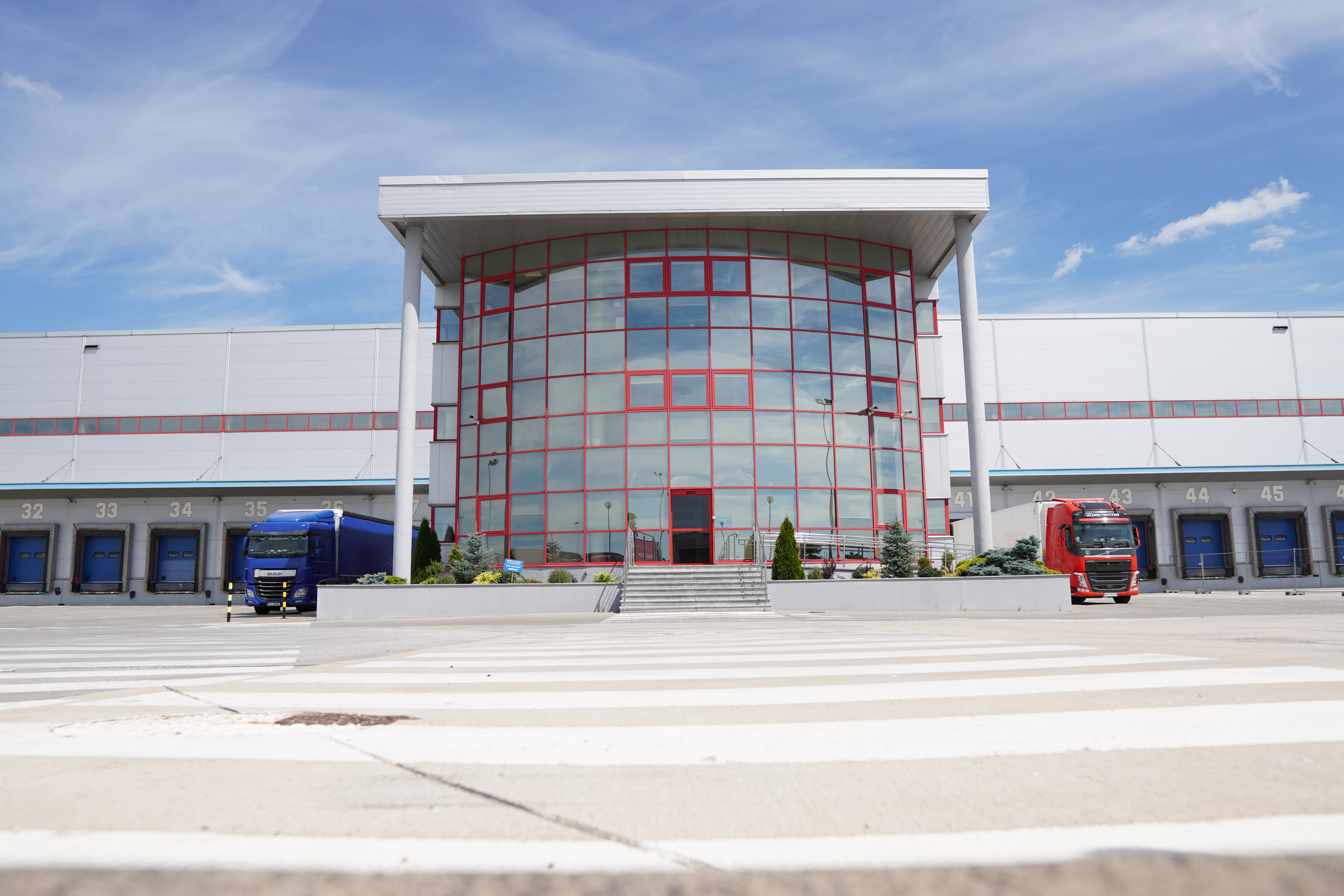
Platforma logistyczna FM Logistic

Zarząd FM Logistic na dzień 31 marca 2020:
- Jean-Christophe Machet – prezes
- Yannick Buisson – dyrektor generalny – Francja i Europa Zachodnia
- Cécile Cloarec – dyrektor ds. Zasobów Ludzkich, komunikacji i zrównoważonego rozwoju
- Stéphane Descarpentries – dyrektor – Azja i projekty strategiczne
- Xavier Prévost – dyrektor ds. rozwiązań dla biznesu i systemów informatycznych
- Christophe Menivard – dyrektor – Europa Wschodnia
- Béatrice Ogée – dyrektor ds. handlowych i marketingu

## Wybrani klienci obecni i historyczni
- FMCG: Mars, Mondelez, Nestlé, Unilever, Colgate-Palmolive, Reckitt-Benckiser, GSK, Henkel
- Retail: Carrefour, Auchan, Décathlon, Ikea, marki e-commerce
- Przemysł: Bosch, Philips, Legrand, Brother, Samsung, Nissan, Osram
- Perfumerie i kosmetyki : L'Occitane, L'Oréal, Shiseido, Dior, Clarins, Natura
- Ochrona zdrowia: Bristol-Myers Squibb, Sanofi-Aventis, Roche